# Monstressa
Monstressa (tytuł oryginału: Monstress) – amerykańska seria komiksowa autorstwa Marjorie Liu (scenariusz) i Sany Takedy (rysunki), wydawana w formie miesięcznika przez Image Comics od listopada 2015. W Polsce ukazuje się w formie tomów zbiorczych nakładem wydawnictwa Non Stop Comics od 2017.

## Fabuła
Fabuła komiksu rozgrywa się w świecie łączącym elementy fantasy, horroru i science fiction inspirowanym kulturą Azji, w którym obowiązuje matriarchat.  Ważnym elementem tego świata jest rozgrywający się w nim konflikt na tle rasowym między Ludźmi i Arkanijczykami (hybrydami ludzi i zwierząt).
Kontynent na którym rozgrywa się akcja komiksu podzielony jest pomiędzy dwie główne siły polityczne. Pierwsza z nich jest Federacja Ludzi będąca pod wpływem rasistowskiej organizacji magiczno-religijnej - Zakonu Cumaea, którego przedstawicielki używają ciał arkanijczyków do tworzenia źródła swojej magicznej mocy. Drugą siłą są Królestwa Arkanijskie skupione wokół dwóch arystokratycznych Dworów - Dwór Zmierzchu i Dwór Świtu, rządzonych przez Starożytnych (potężnych przybyszów z innego świata, którzy przyjęli postać antropomorficznych zwierząt).
Główna bohaterka, nastoletnia arkanijka Maika Półwilk, próbuje rozwiązać od dawna skrywane tajemnice swojej rodziny i poradzić sobie z zamieszkującym jej ciało demonem oraz przeżyć w świecie targanym przez wojnę, do której wybuchu sama się przyczyniła.

## Tomy zbiorcze
| Tom | Tytuł i rok wydania polskiego | Tytuł i rok wydania oryginalnego | Zawartość                                                    |
| --- | ----------------------------- | -------------------------------- | ------------------------------------------------------------ |
| 1   | Przebudzenie (2017)           | Awakening (2016)                 | Monstress zeszyty 1–6                                        |
| 2   | Krew (2018)                   | The Blood (2017)                 | Monstress zeszyty 7–12                                       |
| 3   | Przystań (2018)               | Haven (2018)                     | Monstress zeszyty 13–18                                      |
| 4   | Wybranka (2020)               | The Chosen (2019)                | Monstress zeszyty 19–24                                      |
| 5   | Dziecko wojny (2021)          | Warchild (2020)                  | Monstress zeszyty 25–30                                      |
| 6   | Przysięga (2021)              | The Vow (2021)                   | Monstress: Talk-Stories zeszyty 1–2, Monstress zeszyty 31–35 |
| 7   | Pożeraczka (2023)             | Devourer (2022)                  | Monstress zeszyty 36–41                                      |
| 8   | Inferno (2024)                | Inferno (2023)                   | Monstress zeszyty 42–48                                      |
| 9   | Opętana (2025)                | The Possessed (2024)             | Monstress zeszyty 49–54                                      |

## Nagrody
Autorki serii zostały uhonorowane wieloma nominacjami do nagród i wyróżnieniami, w tym Nagrodami Eisnera w 2018 w kategoriach: "najlepsza trwająca seria", "najlepszy scenarzysta", "najlepszy artysta", "najlepszy twórca okładki" i "najlepsza publikacja dla nastolatków". Ponadto seria otrzymała Nagrodę Harveya w 2018 w kategorii "książka roku", Nagrody Hugo w 2017, 2018 i 2019 za "najlepszą opowieść graficzną" oraz w 2018 dla najlepszego artysty, a także British Fantasy Award (Brytyjską Nagrodę Fantasy) w 2017 i 2018 za "najlepszą powieść graficzną lub komiks".